# Západobačský okruh
Západobačský okruh (srbsky Zapadnobački okrug, cyrilicí Западнобачки округ, chorvatsky Zapadnobački okrug, maďarsky Nyugat Bácskai Körzet, slovensky Západnobáčsky okres, rusínsky Заходнобачки окрух, rumunsky Districtul Backa de Vest) se nachází na severu Srbska, je součástí regionu Bačka v autonomní provincii Vojvodina. Žije zde 215 916 obyvatel, správní centrum je město Sombor.

## Správní členění

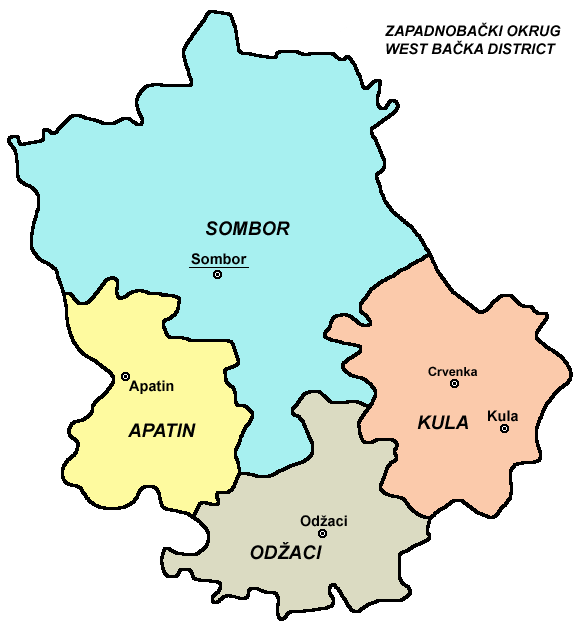
Mapa okruhu

- Sombor
- Apatin
- Odžaci
- Kula

## Etnické skupiny
- Srbové (62.91%)
- Maďaři (10.19%)
- Chorvati (6.05%)
- Černohorci (4.29%)
- Rusíni (2.58%)